# Paul-Lou Duwiquet
Paul-Lou Duwiquet (Calais, 12 luglio 1995) è un cestista francese.